# ESPN on ABC
ESPN on ABC (anteriormente llamado ABC Sports) es la marca utilizada para la programación deportiva en la cadena estadounidense ABC. Oficialmente, la cadena de televisión mantiene su propia división de deportes, sin embargo, la división deportiva de ABC se ha fusionado con ESPN, una cadena deportiva de televisión por cable perteneciente de manera mayoritaria a The Walt Disney Company (propietario de ABC).
Las transmisiones de ABC utilizan el personal de producción y locutores de ESPN e incorporan elementos como gráficos en pantalla con la marca ESPN, SportsCenter actualizaciones en el juego y la BottomLine. El logotipo de ABC todavía se utiliza con fines de identificación, como un gráfico digital en pantalla durante las transmisiones deportivas en la cadena y en promociones para eliminar la ambigüedad de los eventos que se transmiten en esta.
La cobertura de eventos deportivos de la cadena llevaba la marca ABC Sports antes del 2 de septiembre de 2006. Cuando ABC adquirió una participación mayoritaria de ESPN en 1984, operó la red de cable por separado de su división de deportes en cadena. La integración de ABC Sports con ESPN comenzó después de que The Walt Disney Company comprara ABC en 1996. El cambio de marca a ESPN en ABC se realizó para orientar mejor a los espectadores de ESPN con las transmisiones de eventos en ABC y brindar una marca consistente para todas las transmisiones deportivas en canales propiedad de Disney (poco después, los gráficos de juego de ESPN2 también se modificaron para usar simplemente la marca principal "ESPN"). A pesar de su nombre, la cobertura deportiva de ABC es complementaria a la de ESPN y (con excepciones ocasionales) no es una transmisión simultánea de programas emitidos por la cadena, aunque ESPN y ESPN2 a menudo emitan transmisiones regionales de ABC que de otro modo no podrían verse en ciertos mercados. Además, se hizo una transmisión similar en FX durante las transmisiones de la XFL desde la temporada 2023 con el nombre ESPN on FX. 
Desde 2021, ABC es la única cadena de televisión abierta estadounidense que tiene derechos para transmitir juegos de las cuatro ligas profesionales principales de dicho país, todo al mismo tiempo. Esto se debe en gran medida a los contratos conjuntos con ESPN y esas cuatro ligas.

## Programación

### Programación actual
- NFL on ABC (1948–1950, 1952–1955, 1959, 1970–2005, 2015–presente)[5][6][7]
  - Monday Night Football (producción propia; 1970–2005, transmisión simultánea selecta de la cobertura de ESPN; 2020–presente)[8] Juegos exclusivos seleccionados de ABC a partir de 2022.[9]
  - El juego del NFL Wild Card Playoff  (producción propia; 1990-2005, transmisión simultánea de la cobertura de ESPN; 2016-presente)[9]
  - El juego del NFL Divisional Playoff (comenzando en 2023)[9]
  - Pro Bowl (producción propia; 1975–1987, 1995–2003, 2024 y en adelante; transmisión simultánea de la cobertura de ESPN; 2018–2023)[9]
  - Draft de la NFL (transmisión simultánea de la cobertura del día 3 de ESPN, 2018-presente; cobertura de los días 1 y 2 de producción propia, 2019-presente)[9]
  - NFL Scouting Combine (2019–presente)
  - Back Together Saturday (2021–presente, transmisión simultánea en ESPN)
  - Super Bowl: XIX, XXII, XXV, XXIX, XXXIV, XXXVII, XL, LXI, y LXV[9]
- NBA on ABC (1964–1973, 2002–presente)
  - NBA Saturday Primetime (2015–presente)
  - NBA Sunday Showcase (2003–presente)
  - NBA Christmas Special (1967–1972, 2002–presente)
  - Playoffs de la NBA (1964–1973, 2003–presente)
  - Finales de la NBA (1965–1973, 2003–presente)
  - NBA Draft (2021–presente)
- Major League Baseball on ABC (1948–1950, 1953–1954, 1960–1961, 1965, 1976–1989, 1994–1995, 2020–presente)[10]
  - Major League Baseball Wild Card Series (2020, 2022–presente)[11][12]
  - Un juego seleccionado del Sunday Night Baseball (2021–presente)[13]
- NHL on ABC (1993–1994, 2000–2004, 2021–presente)[14]
  - NHL Thanksgiving Showdown (2021–presente)
  - ABC Hockey Saturday (2022–presente)
  - NHL All-Star Game (2000–2004; 2022–presente)
  - Playoffs de la Copa Stanley (1993–1994; 2000–2004; 2023–presente)
  - Finales de la Copa Stanley (2000–2004; 2022, 2024, 2026, 2028)
- Soccer on ABC
  - Bundesliga (2021–presente)
  - LaLiga (2021–presente)
  - Final de la Supercopa de España (2023-presente)[15]
- ESPN College Football on ABC (1950, 1952, 1954-1956, 1960–presente)[16]
  - American, ACC, Big 12, Big Ten, Pac-12, y la SEC (empezando en 2024)
  - Saturday Night Football (2006–presente)
  - VRBO Citrus Bowl (1987–2010, 2013–present)
  - Cricket Wireless Celebration Bowl (2015–2019, 2021–presente)
  - Las Vegas Bowl (2001, 2013–2019, 2022-presente)[16]
  - LA Bowl (2021-presente)[16]
  - Music City Bowl (2022-presente)[16]
  - Big 12 Championship Game (1996–2010, 2018–presente)
  - ACC Championship Game (2005–2007, 2013–presente)
  - AAC Championship Game (2015–presente)
  - SEC Championship Game (1993–2000, 2024)
  - Pac-12 Football Championship Game (2019, 2021, 2023)
- ESPN College Basketball on ABC (1962, 1973, 1978, 1987–2014, 2019–presente)[16]
- Little League World Series (1963–2019, 2021-presente)
  - USA & International Championships
  - Cobertura de soporte medio de sábado y domingo
- X Games (1997–presente)
  - World of X Games (2014–presente)
- WNBA on ESPN (2003–presente)
  - All-Star Game de la WNBA
  - Juegos seleccionados de la temporada regular de la WNBA
  - Playoffs de la WNBA
  - Juegos dominicales seleccionados de las Finales de la WNBA
- Tennis on ESPN
  - Wimbledon (2012–presente): retransmisiones condensadas de la cobertura de ESPN de las finales de individuales de caballeros y damas:
    - Un programa de los mejores momentos en el día de descanso del Wimbledon (2012-2021)
    - Partidos del fin de semana del Wimbledon en directo (2022-presente)[17]

  - US Open (2023-presente): retransmisiones condensadas de la cobertura de ESPN.[18]
  - Australian Open (2022-presente):
  - transmisiones condensadas de la cobertura de ESPN y mejores momentos
- Fórmula 1 (2018–2019; 2021–presente)[19]
  - Gran Premio de Mónaco (en diferido), Gran Premio de Canadá, Gran Premio de Estados Unidos, Gran Premio de México y Gran Premio de Miami (toda la cobertura se transmite simultáneamente desde Sky Sports F1)

### Programación adicional
- ESPN Sports Saturday (2010 – presente)
- Abierto Británico de Golf (2010 - presente): Retransmisión resumida de la de ESPN.
- Maratón de Nueva York (2013 - presente): Retransmisión resumida de la de ESPN2; se transmite en simultáneo con WABC en Nueva York.